# 偉創力
偉創力（英語：Flex Ltd.， 原名，NASDAQ：FLEX），是全球電子專業製造服務公司，於1969年在美國矽谷創立。1981年在新加坡設立工廠，為美國第一家在海外設廠的製造商。
目前全球總部設立在新加坡，據點超過30個國家，員工超過200,000人，產品及服務包括電腦、手機、通信工程、汽車配件、航太設備和物流等等。手機等手持式設備是目前該公司最大的營收來源，比重超過3成；其次則為電腦產品，比重約2成。2003年生產手機超過8000萬只，佔全世界產量的16％；2004年的手機代工產量更高達2500萬只。1993年，偉創力在全球電子專業製造服務商排名第22位，2001年以來連續3年第一名。2003年總收入為134億美元，2004年達到145億美元。2005年，營業額被鴻海科技集團超越落居第二。2013年在财富世界500强排名492位。營業收入為236億美元。

## 歷史

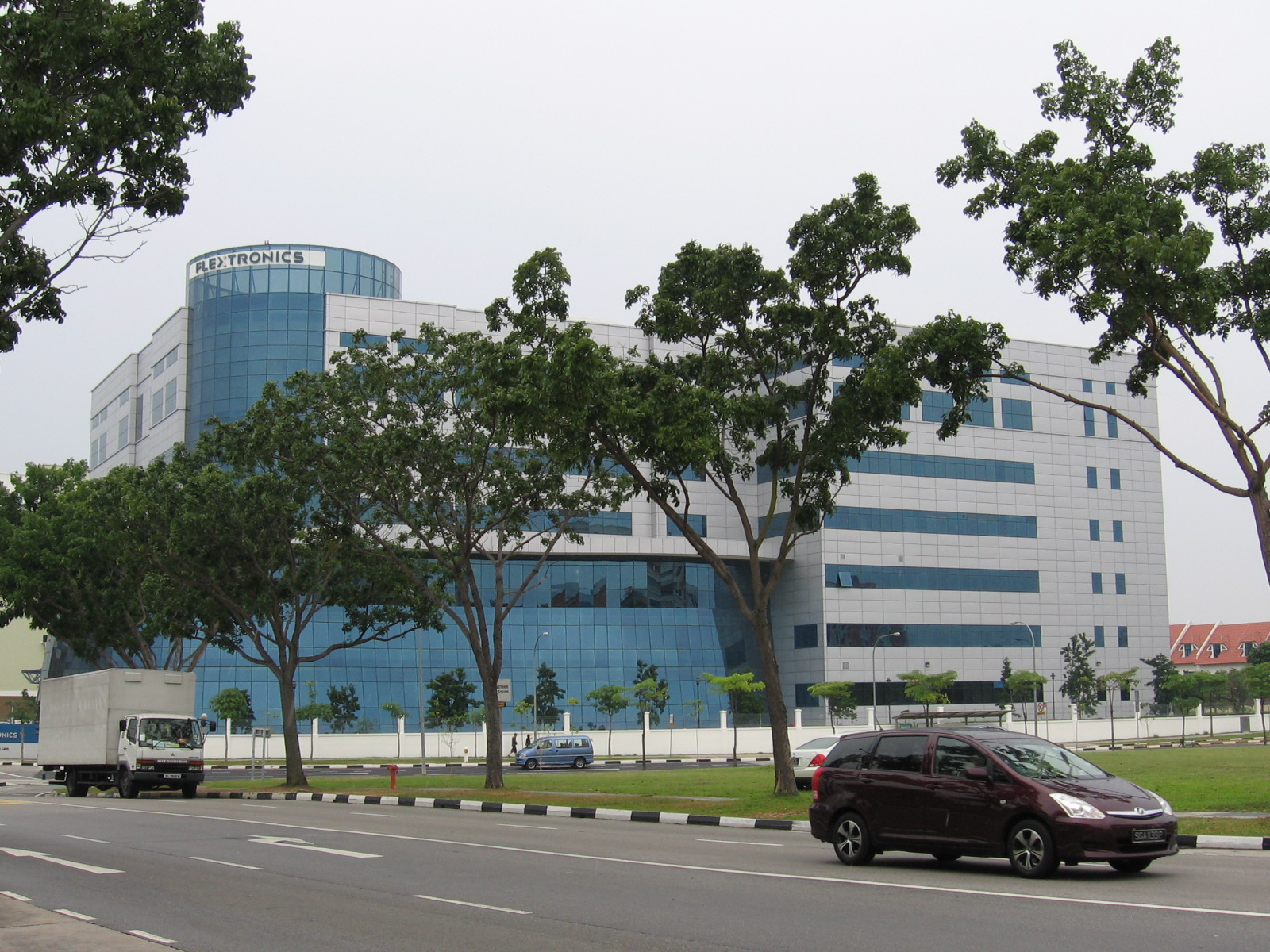
偉創力位於新加坡的總部。攝於2006年8月。

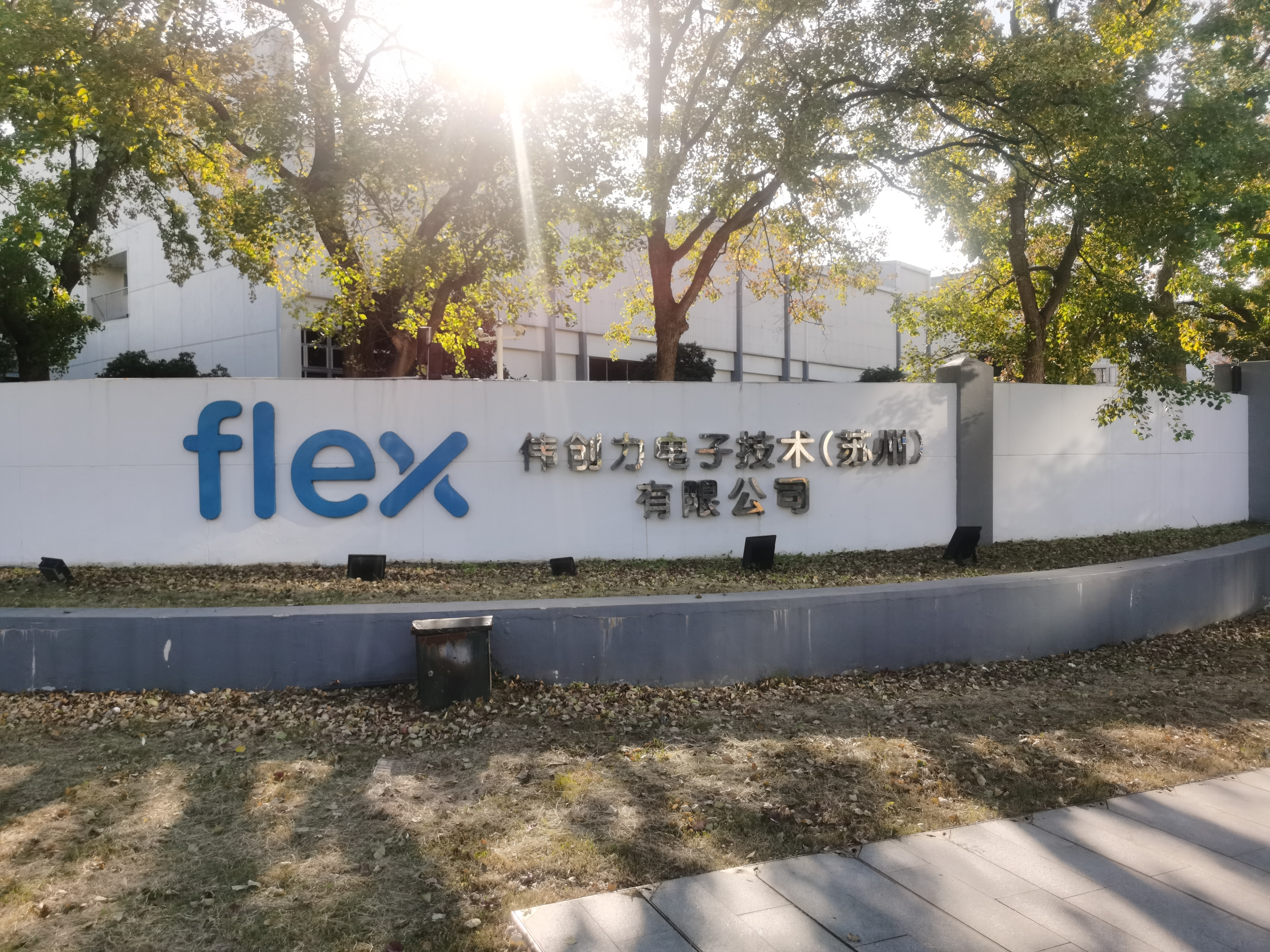
位于中华人民共和国江苏省苏州工业园区的伟创力电子技术（苏州）有限公司，收购前为旭電科技的工厂

- 1969年：Joe McKenzie 在矽谷創立 Flextronics Inc.
- 1980年：售予 Bob Todd，Joe Sullivan 與 Jack Watts，並改由 Todd 擔任執行長。
- 1981年：在新加坡成立工廠，為美國第一家在海外設廠的製造商。
- 1987年：股票上市。
- 1990年：經槓桿收購，股票下市，回歸私有公司，並重組成以新加坡為基地的Flextronics International Ltd.。
- 1993年：獲得創投基金紅杉資本的投資。[1]
- 1994年：第二次股票上市，Michael Marks擔任執行長。
- 1996年：關閉位於美國德克薩斯州Richardson的工廠。購併香港的Astron Group與FICO Plastics Ltd兩公司與位於瑞典Karlskrona的易利信企業網路部門的生產設施。
- 1998年：宣佈當年3月底截止的這個會計年度的營收突破十億美元。
- 2000年：在《Industry Week》的「一百家管理最佳的公司」中排名第三。
- 2005年：收購北电网络的製造部門。[2]
- 2007年：以36億美元收購另一家大型代工廠旭電。[3]
- 2012年12月5日：收購了總部位於美國密歇根州的土星電子工程公司（Saturn Electronics & Engineering Inc.），但該公司未披露此次並購所涉及的金額。[4]
- 2012年12月11日：收購谷歌旗下摩托羅拉行動的中國天津工廠，並接管其巴西工廠的運營。[5]
- 2015年9月17日：以2.45億美元現金以及若達成業績目標加碼的8,500萬美元，最多總計3.3億美元收購NEXTracker。
- 2019年起中美貿易戰白熱化，偉創力率先宣布停止與華為一切代工，甚至拒不歸還屬於華為的設備和物料，[6]7月起被華為徹底從供應鏈中除名，因此其長沙工廠全面停工，當地市政府居中協調由本土廠商比亞迪接手工廠。[7]

## 外部連結
- 偉創力集團官方網站（页面存档备份，存于）